# Bischofshöri
Die Bischofshöri war ein Gebiet zwischen Konstanz und Berg sowie Münsterlingen und Gottlieben im heutigen Schweizer Kanton Thurgau, in dem die dem Bischof von Konstanz zugehörigen Bauern dem Bischof und seinen Klerikern Naturalien und Zinsabgaben zu leisten hatten.
Die Bischofshöri wurde erstmals 854 in einem Diplom Ludwigs des Deutschen erwähnt und in Friedrich Barbarossas Privileg von 1155 für die Konstanzer Bischofskirche als pagellus bezeichnet. Dieses in einem Radius von etwa sieben Kilometer im Süden um den Bischofssitz Konstanz lagernde Gebiet am Nordrand des Thurgaus gab sich als einst geschlossenes Zinsland und ursprüngliches Ausstattungsgut der Bischofskirche zu erkennen, in dem die wichtigsten Dienstlehen der Konstanzer Kirche angesiedelt waren. Außerdem scheint der gesamte Bezirk anfangs zur Pfarrei St. Stephan in Konstanz gehört zu haben. Aus dem südöstlichen Teil der Bischofshöri ging die Vogtei Eggen hervor.